# Кошачья фуга
Сона́та соль мино́р (K. 30, L. 499), более известная как «Коша́чья фу́га» — одночастное произведение для клавесина Доменико Скарлатти (1685—1757). Дата написания пьесы неизвестна. Впервые она была опубликована в сборнике сонат «Упражнения для клавесина», посвящённом королю Португалии Жуану V. Предполагается, что издание 1738 года, однако место печати спорно — известно лишь, что в феврале 1739 года ноты рекламировались в Лондоне.
Своё забавное название соната получила позднее, где-то в начале XIX века.

## Название
Название «Кошачья фуга» не принадлежит Скарлатти ― оно было дано произведению только в начале XIX века. По легенде, домашняя кошка композитора Пульчинелла, пройдясь по клавиатуре инструмента, «сыграла» необычный мотив, который вдохновил Скарлатти на создание фуги и послужил ей темой:
К концу XIX века эта легенда получила широкое распространение как у публики, так и среди специалистов. К примеру, вот как описал историю возникновения произведения музыковед Ростислав Геника (1859—1942):
«…однажды шаловливый кот вздумал пройтись по клавесину Скарлатти; в шесть шагов он своими бархатными лапками взял шесть нот, звучащих как-то странно, фальшиво. Скарлатти услыхал и запомнил эти шесть нот и развил из них роскошную фугу, названную „кошачьей фугой“»
Происхождение популярного названия точно не установлено; видимо, оно возникло в начале XIX века. Исследователь творчества Скарлатти Ралф Киркпатрик указывает в качестве его первоисточников на «Практическую гармонию» Муцио Клементи, а также на издание У. X. Кальсотта, где находилось изображение четырёх котят, расположившихся на корпусе фортепиано. Версия о том, что название придумал Клементи, восходит к мнению Алессандро Лонго, который подготовил и в 1906 году опубликовал практически полное издание клавирных произведений Скарлатти.
«Практическая гармония» Клементи — четырёхтомное издание, представлявшее собой коллекцию произведений выдающихся произведений известных композиторов, вышедшее в свет около 1811—1815 годов. Фуга приведена во 2-м томе (сс. 132—137); в начале тома присутствует ремарка: «Далее следует знаменитая „Кошачья фуга“ Доменико Скарлатти». Предполагается, что именно в воображении Клементи восходящая тема сонаты предстала в виде шагов кошки, небрежно идущей по случайным клавишам на клавесине.
Название прижилось; оно часто фигурировало как в публикациях, так и в концертных программах на протяжении всего XIX века. Вслед за Клементи его использовал Карл Черни, опубликовавший пьесу под номером 199, с немецким заглавием Die Katzen-Fuge, в своём сборнике, изданном венским издателем Хаслингером около 1840 года.

## Публикация

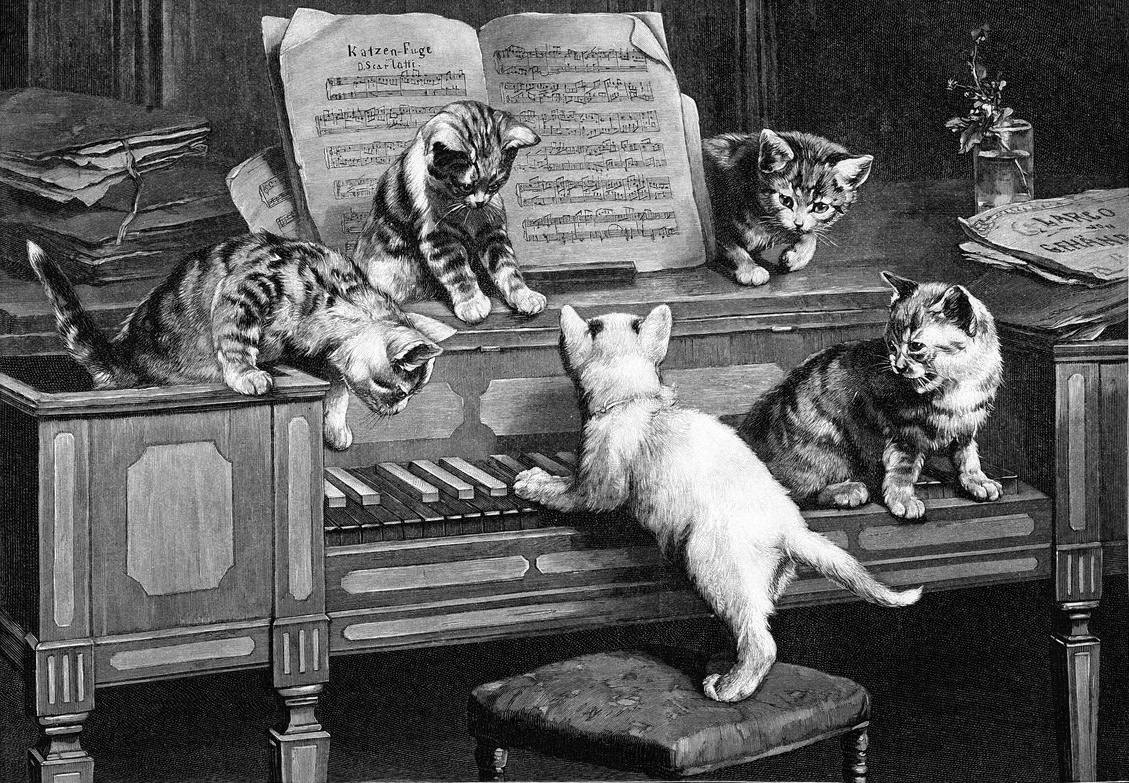
Карл Райхерт. Кошачья фуга (гравюра с картины 1870 года)

Согласно крупнейшему исследователю творчества композитора Ралфу Киркпатрику пьеса была впервые опубликована в 1738 году в сборнике «Упражнения для клавесина», состоящем из тридцати сонат Скарлатти. Издание был посвящено королю Португалии Жуану V, пригласившему композитора преподавать его дочери, инфанте Барбаре, впоследствии ставшей королевой Испании. Скарлатти прибыл в Лиссабон в 1720 или 1721 году и, прожив несколько лет в Португалии, в 1725 году вернулся в Неаполь.
Хотя Скарлатти написал 555 сонат, этот сборник — единственный, в подготовке которого он принимал участие. Другие сонаты не издавались при жизни композитора (а если и издавались, то без его ведома или участия).
Произведение начинается с предисловия: 

Читатель, не ожидай, будь ты дилетант или профессор, найти в этих композициях глубокий замысел, а скорее искусную шутку в искусстве упражняться в смелой игре на клавесине. Ни расчёт, ни честолюбие не руководили мною, но одно лишь послушание побудило меня их опубликовать. Быть может, они тебе будут приятны, и я с большей охотой подчинюсь другим твоим заказам, чтобы порадовать тебя более лёгким и разнообразным стилем. Не выказывай себя более осуждающим, чем критикующим, — и тем самым умножишь своё собственное удовольствие. Чтобы указать положение рук, предупреждаю, что я использовал букву D для обозначения правой, а букву M — для обозначения левой. Живи счастливо.
Долгое время, со времён Чарлза Бёрни (1726—1814), было распространено мнение, что ноты были впервые опубликованы в Венеции, однако подтверждений этому не нашлось. Согласно У. Ч. Смиту, сборник был отпечатан в Лондоне. В подтверждение этой версии он приводит рекламный анонс от 3 февраля 1739 года в The Country Journal: «Essercizi per Gravicembalo. Являются 30-ю сонатами для клавесина, в 110 больших листов размером в фолио, ясно награвированными большими нотами, с оригиналов Доменико Скарлатти… Продаются Адамом Сколой, Мастером музыки на Вайн-стрит, etc…». В 1742 году ноты были опубликованы в Амстердаме под заглавием «Соната № 30».

## Анализ и оценки

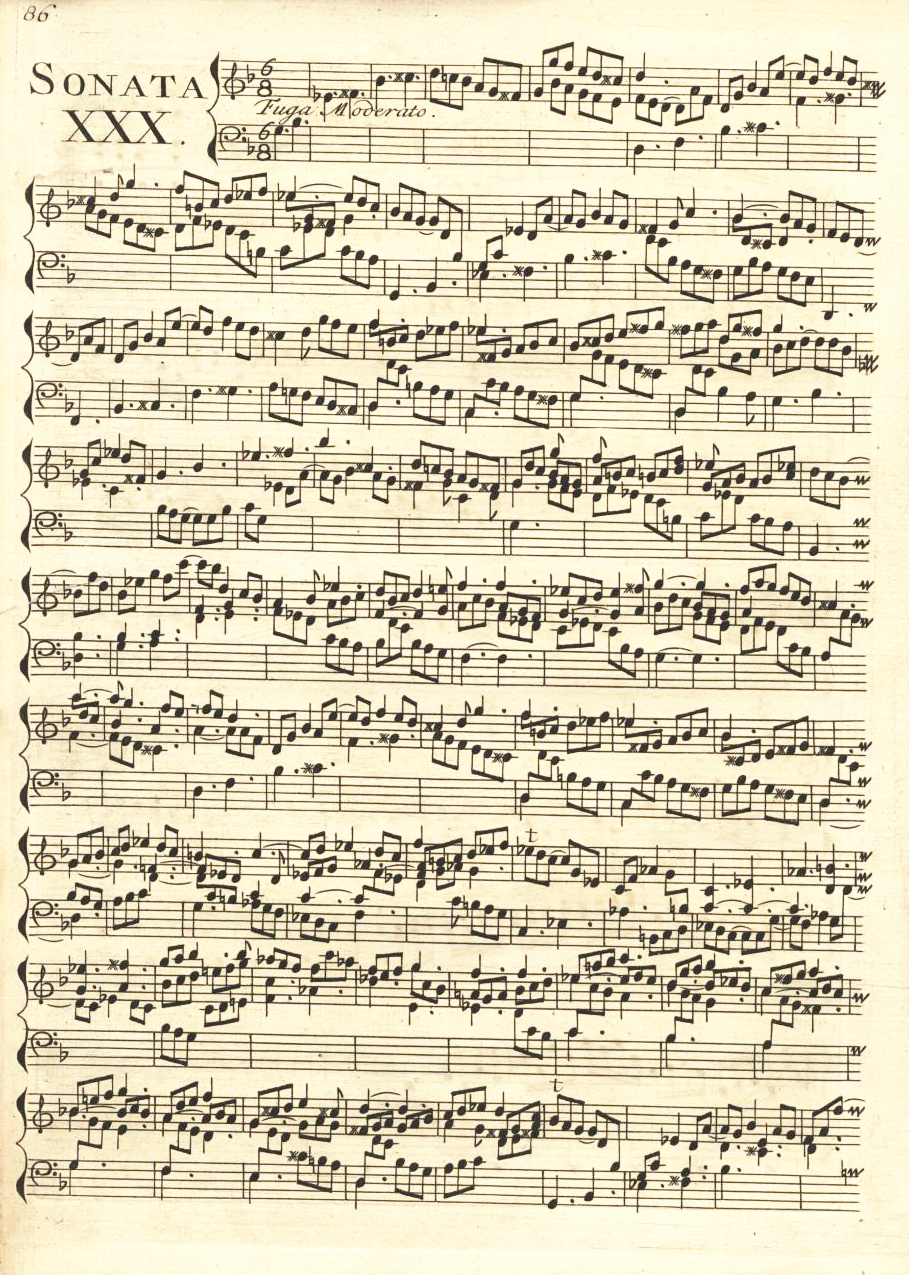
Лист из издания 1742 года, Амстердам

Одночастная соната в тональности соль минор написана с использованием контрапункта. Вероятно, она была завершающей пьесой в сборнике «Упражнений» Скарлатти. Имея лишь одну повторяющуюся тему, соната в то же время демонстрирует проработанность и уникальное чувство развития темы, а также умение композитора совместить её с музыкальной формой фуги. Пьеса состоит из широких, довольно неожиданных интервалов (всегда в треть).
Композитор Ханс фон Бюлов, сделавший оркестровку фуги, отозвался о произведении как о «музыкальном курьёзе». В то же время русский музыковед Ростислав Геника охарактеризовал пьесу как «гениальную» музыкальную шутку. По его мнению, в Fuga detta del gatto проявляется полифоническое дарование композитора: «В этой свободной инструментальной фуге сказывается рука учёного контрапунктиста, опытного законченного фугиста, мастерски облекающего самую капризную, случайную тему, в схоластическую, но притом эффектную одежду».
Ралф Киркпатрик писал, что фуга — столь редкая музыкальная форма в наследии Скарлатти, — характеризуется наличием «странных интервалов» и «только проворная и аккуратная кошка или, возможно, котёнок в состоянии удержаться на диезах и бемолях темы фуги, чтобы случайно не ступить на соседние клавиши». По оценке музыковеда, тема фуги не подходит полифонической разработке, так как предназначена для того, чтобы выделить основные гармонии с модуляциями, лежащие в основе:
На эти основные гармонии накладывается великолепное кружево из проходящих нот, задержаний, синкоп, неожиданных интервалов, смен мелодического направления, дающее впечатление богатства, которое значительно превосходит реальный полифонический контекст. Скарлатти часто прибегает к обращению двух голосов. Здесь редко звучит более трёх голосов. Когда присутствует четвёртая партия, она редко движется по правилам, наоборот, то она незаметно исчезает, то вновь так же случайно появляется. Притом, что фактура фуги богата, основная ритмическая пульсация редко строится более чем на двух голосах.
Итальянский пианист Карло Гранте называет сонату «одним из наиболее серьёзных сочинений Скарлатти для клавишных и одним из немногих произведений, использующих контрапунктический стиль, более типичный для И. С. Баха». При этом он считает, что работа не является подражательной.

## Дальнейшая жизнь произведения
Осенью 1739 года, вскоре после публикации сонат Скарлатти, Георг Фридрих Гендель написал свои Concerti grossi (опус 6). Композитор нередко повторно использовал собственную музыку, обращался он и к заимствованиям из чужих произведений. Считается, что необычные нисходящие интервалы во второй части третьего концерта навеяны пьесой Скарлатти.

### XIX век — начало XX века
Пьеса приобрела популярность в XIX веке. Теоретик и композитор начала XIX века Антонин Рейха использовал тему Скарлатти в своём цикле из 36 фуг, изданном в Вене в 1803 году.

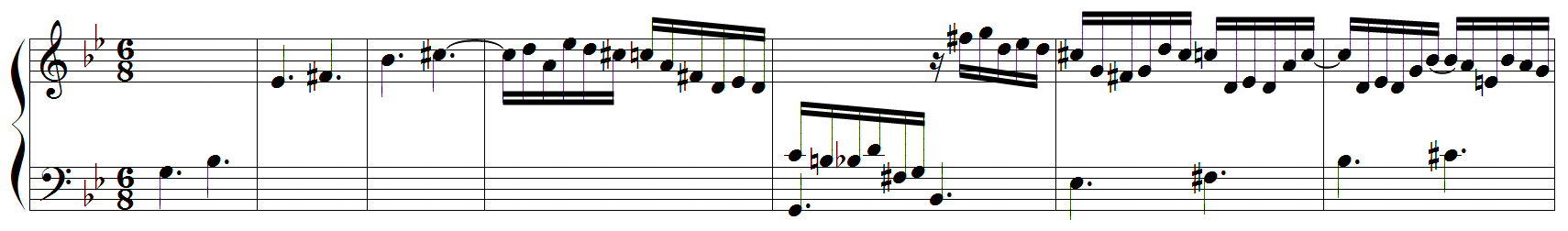
Антонин Рейха, фуга № 9

Ференц Лист, которого познакомил с фугой римский композитор и коллекционер Фортунато Сантини, включил её в свои концертные программы в Берлине в начале 1840-х годов. В период интенсивной концертной деятельности Листа (1837—1847) пьеса была единственным исполняемым им произведением композиторов-клавесинистов (в том числе Скарлатти), творчество которых он не любил. Лист также отредактировал сонату при её французском издании в «Классической антологии» (Anthologie classique) Шлезингера.
Также это произведение находилось в репертуаре пианиста-виртуоза Игнаца Мошелеса. Как и Лист, Мошелес исполнял сонату под заглавием «Кошачья фуга».

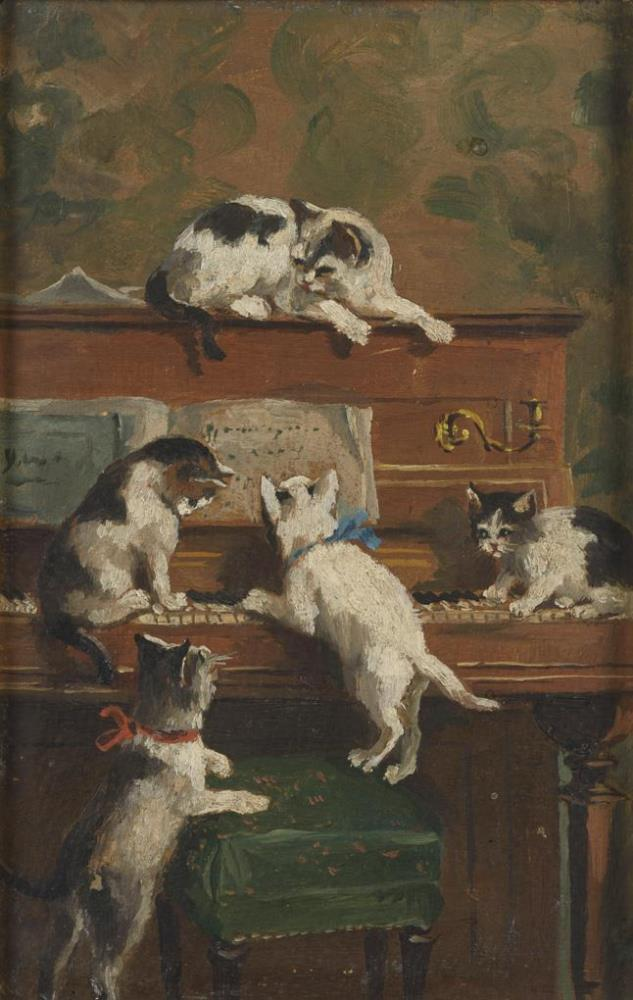
«Кошачья фуга», вариант сюжета Карла Райхерта неизвестного автора, конец XIX — начало XX веков

Ганс фон Бюлов, назвавший произведение «музыкальным курьёзом», написал аранжировку «Кошачьей фуги» для фортепиано с оркестром.
В 1923 году американский композитор Эми Бич взяла мотив фуги за основу своего произведения Fantasia fugata (опус 87). На пьесе она оставила посвящение: «…композитор в долгу перед Гамлетом, большим чёрным ангорцем, которого посадили на клавиатуру в надежде, что он сможет подражать коту Скарлатти и импровизировать на тему фуги».

### Наше время
Дирижёр концертного оркестра в центре искусств Alnwick Playhouse (Алник, Великобритания) аранжировал фугу для духового квинтета.
В 2000 году американская исполнительница Элейн Компарон (Elaine Comparone) выпустила на цифровой платформе Presto Music альбом с сонатами Скарлатти под названием «Доменико Скарлатти: Кошачья фуга и сонаты для клавесина соло»[значимость факта?].

## В живописи
В 1870 году австрийский художник-анималист Карл Райхерт посвятил сонате свою картину «Кошачья фуга». Название пьесы (Katzen-Fuge. D. Scarlatti) видно на раскрытых нотах, стоящих на пюпитре. Вокруг, на инструменте, расположилось пять котят, один из которых «играет» мелодию, заглядывая в ноты.